# Episodi di Z Cars (dodicesima stagione)
La dodicesima stagione della serie televisiva Z Cars è stata trasmessa in anteprima nel Regno Unito dalla BBC One tra il 28 giugno e il 20 settembre 1978.
| nº | Titolo originale    | Titolo italiano | Prima TV UK       | Prima TV Italia |
| -- | ------------------- | --------------- | ----------------- | --------------- |
| 1  | Driver              |                 | 28 giugno 1978    |                 |
| 2  | Heavenly Host       |                 | 5 luglio 1978     |                 |
| 3  | Debris              |                 | 12 luglio 1978    |                 |
| 4  | Quilley on the Spot |                 | 19 luglio 1978    |                 |
| 5  | A Woman's Place     |                 | 26 luglio 1978    |                 |
| 6  | Exposure            |                 | 2 agosto 1978     |                 |
| 7  | Fat Freddie B.A.    |                 | 9 agosto 1978     |                 |
| 8  | First Offender      |                 | 16 agosto 1978    |                 |
| 9  | Deserter            |                 | 23 agosto 1978    |                 |
| 10 | Rummage             |                 | 30 agosto 1978    |                 |
| 11 | Prey                |                 | 6 settembre 1978  |                 |
| 12 | Departures          |                 | 13 settembre 1978 |                 |
| 13 | Pressure            |                 | 20 settembre 1978 |                 |